# Троянди (пісня)
"Троянди" — сингл української співачки Тіни Кароль, випущений 25 січня 2024 року. Автором слів виступив Андрій Безкровний, музику написали Тіна Кароль та Антон Попов.

## Опис та реліз
«Троянди» – прем'єра пісні Тіни Кароль про глибокі почуття, які віддзеркалюють соціальну драму сьогодення. Просто про складне, з ніжною мелодикою артистка вирішила подарувати голос суперечливим почуттям, які часом долають українців.
Дана композиція про те, про що хочеться помовчати, коли все зрозуміло і без гучних слів.
«Ця пісня про момент, коли всередині щось ламається на дві частини: на зраду і правду, на минуле та майбутнє», — каже співачка й авторка музики Тіна Кароль.
Тіна Кароль написала смислову пісню про складні внутрішні переживання, використовуючи лише акустичну гітару, струнний оркестр і перкусію.
«Мурашлива пісня про глибокі почуття, які віддзеркалюють соціальну драму сьогодення. Цією піснею хочу заповнити порожнечу в наших серцях для того, щоб мовчання нарешті знайшло саундтрек і голос. Важливими є лише ті, з ким можна помовчати, бути "на одній гучності"» – написала співачка в Telegram.
Автором слів виступив Андрій Безкровний:
«Мені пощастило доторкнутися до дива, якоїсь містичної суміші, що народжує все нові й нові твори, які знаходять відгук у ваших небайдужих серцях. Працювати в тандемі з Тіною, яка надихає, спонукає, змушує своєю сутністю, своїм талантом рухатися до нових творчих здобутків, — для мене це досвід, відповідальність і вікно безмежних творчих можливостей».

## Список композицій
| Цифрове завантаження, стримінг | Цифрове завантаження, стримінг | Цифрове завантаження, стримінг | Цифрове завантаження, стримінг | Цифрове завантаження, стримінг |
| #                              | Назва                          | Автор слів                     | Автор музики                   | Тривалість                     |
| ------------------------------ | ------------------------------ | ------------------------------ | ------------------------------ | ------------------------------ |
| 1.                             | «Троянди»                      | Андрій Безкровний              | Тіна Кароль, Антон Попов       | 2:50                           |

## Учасники запису
Інформація взята із сервісу YouTube
- Продюсер: Тіна Кароль
- Саунд-продюсер: Антон Попов
- Вокал: Тіна Кароль
- Музика:
  - Тіна Кароль,
  - Антон Попов
- Слова: Андрій Безкровний
- Аранжування струн: Дмитро Матвійчук
- Запис вокалу: Володимир Григорович
- Редагування вокалу: Володимир Григорович
- Запис: Антон Попов
- Зведення: Віталій Телезин
- Мастеринг: Віталій Телезин
- Гітара: Антон Попов

## Live виконання
3 лютого 2024 року, Кароль стала запрошеною гостею Національного відбору на Євробачення 2024. Співачка представила свою нову композицію «Троянди».

## Чарти

### Щотижневі чарти
| Чарт (2024)                     | Найвища позиція |
| ------------------------------- | --------------- |
| Україна (TopHit Youtube Hits)   | 35              |
| Україна (TopHit All Media Hits) | 57              |

### Чарт Apple Music
| Країна                               | Найвища позиція |
| ------------------------------------ | --------------- |
| Україна (Apple Music Топ-25 Києва)   | 9               |
| Україна (Apple Music Топ-100 України | 10              |

## Історія релізу
| Регіон  | Дата          | Формат                                                     | Версія     | Лейбл             | Дж.           |
| ------- | ------------- | ---------------------------------------------------------- | ---------- | ----------------- | ------------- |
| Україна | 25 січня 2024 | Радіоротація • Цифрове завантаження • стримінг • відеокліп | українська | Самостійний реліз | [ 18 ]        |
| Світ    | 25 січня 2024 | Радіоротація • Цифрове завантаження • стримінг • відеокліп | українська | Самостійний реліз | [ 10 ] [ 11 ] |